# La Caubella (Cabó)
La Caubella és una muntanya de 1.743 metres que es troba al municipi de Cabó, a la comarca de l'Alt Urgell.